# Pesca a l'encesa
La pesca a l'encesa es tracta d'una modalitat de pesca. El pescador que es dedicava a la pesca a l'encesa era anomenat encenaire.
La primera referència escrita que se'n té al nostre país és del segle XIV a la costa del Cap de Creusi consisteix en l'atracció del peix pelàgic, sobretot sardines i seitons mitjançant la llum que porten les barques, i una vegada el peix era prop de la costa, atret per la barca que portava el llum, era pescat amb arts d'encalç tibats des de la costa.
En els seus inicis i fins a gairebé el primer decenni d'aquest segle, es feia a base de cremar, sobre un fester posat a popa de les embarcacions, pilots de teia o de fusta de pi. Més tard, es va substituir per la llum d'acetilè (carbur); després, perPetromax (un compost amb base de petroli o de gasolina); més endavant, per butà i, últimament, per electricitat.